# André Henri Dargelas

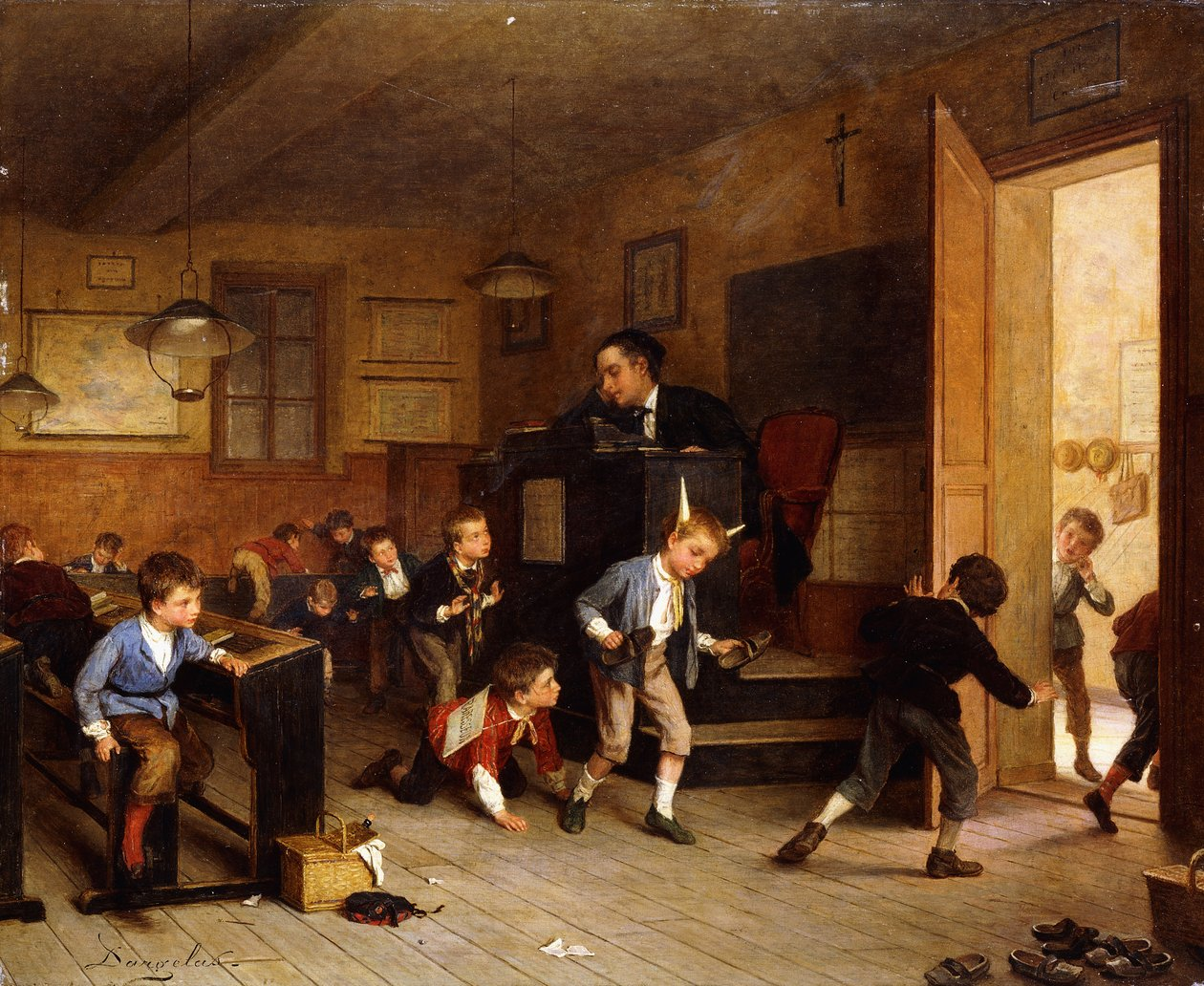
Mentre il maestro dorme

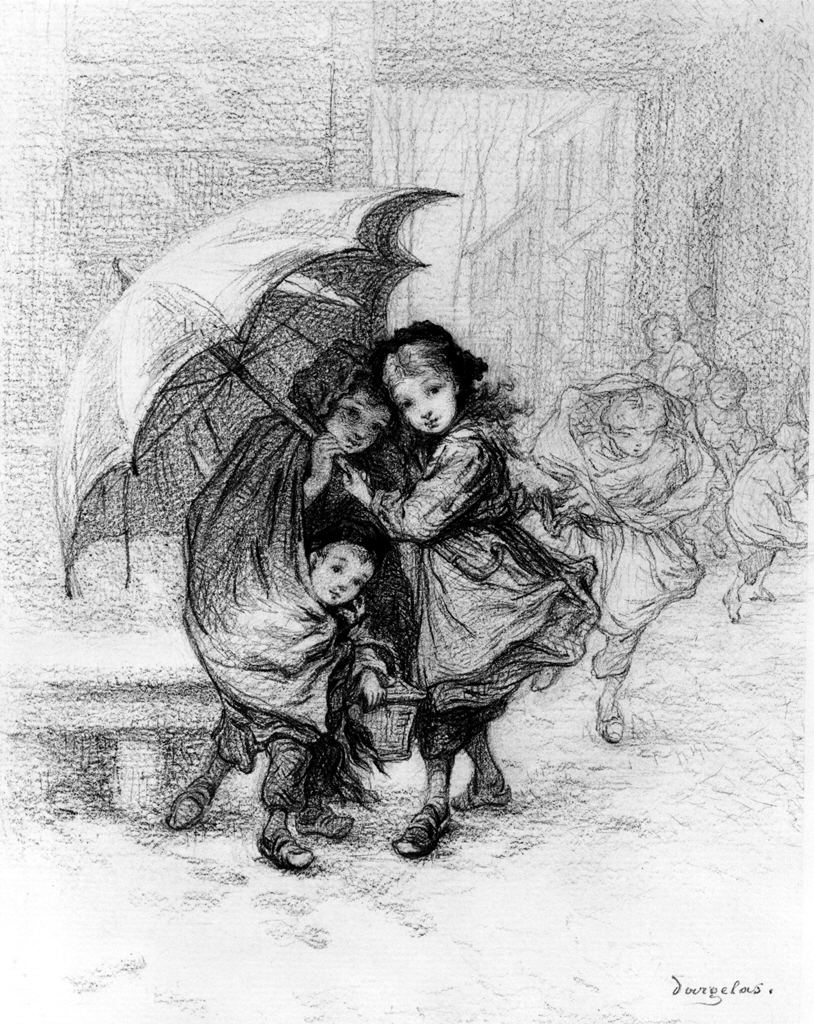
Scolari nella tempesta

André Henri Dargelas (Bordeaux, 11 ottobre 1828 – Écouen, giugno 1906) è stato un pittore e disegnatore francese, rappresentante del movimento realista.

## Biografia
Studiò alla Scuola di belle arti di Parigi, diventando l'allievo prediletto di Picot. A partire dal 1850 le sue opere ebbero particolare successo in Gran Bretagna in seguito a un'entusiastica recensione del critico d'arte inglese John Ruskin che apprezzava la visione sentimentale dell'infanzia tipica di Dargelas. 

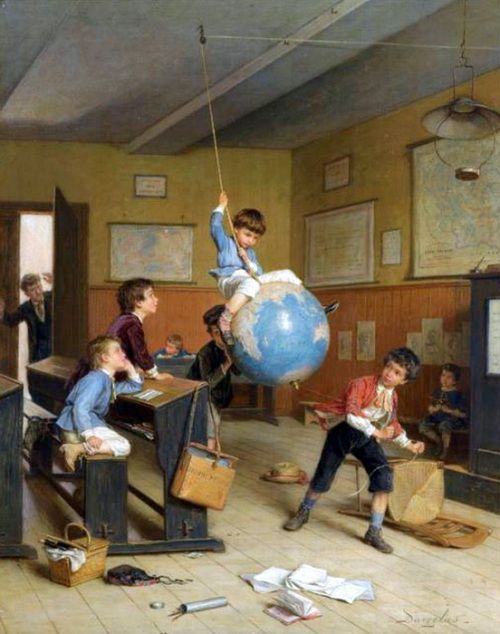
Il giro del mondo

Dal 1857 iniziò a esporre le sue opere al Salon di Parigi. Lo stile pittorico e le tematiche risentono della lezione di Chardin, all'epoca molto popolare in Francia. Nell'ultima parte della sua vita, si trasferì da Parigi a Écouen, dove creò la Scuola di Écouen, a cui aderirono vari artisti.
Il pittore realista francese Théophile Emmanuel Duverger era suo suocero.

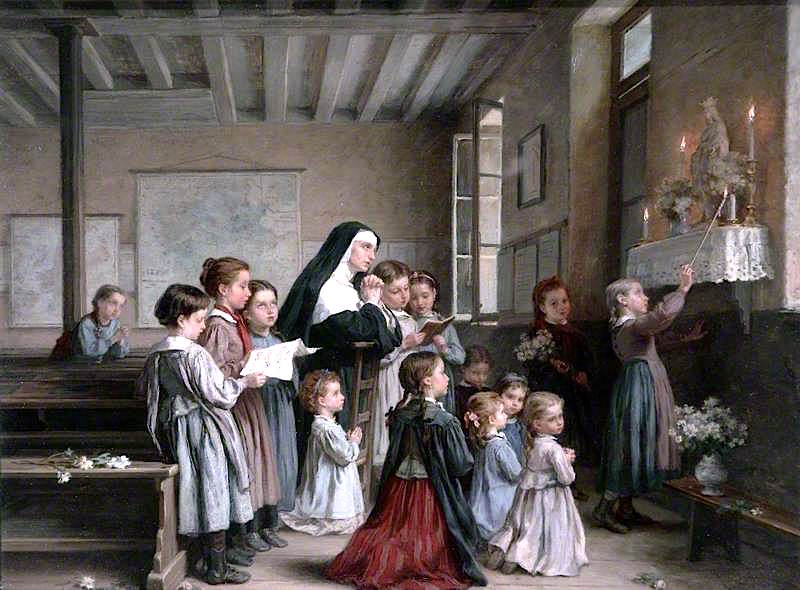
La preghiera del mattino

## Poetica
Dargelas e i suoi allievi si dedicarono a una rappresentazione sana e pura delle classi sociali. I temi principali sono le scene di vita quotidiana, con una predilezione per la rappresentazione di bambini. In particolare, il tema ricorrente della scuola indica l'importanza che l'artista attribuiva all'educazione di massa.

## Alcune opere

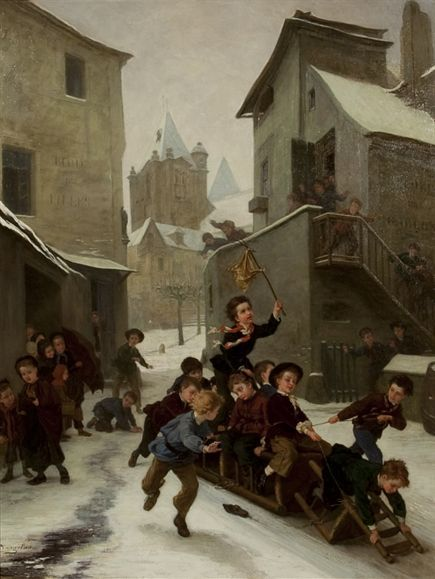
La slitta
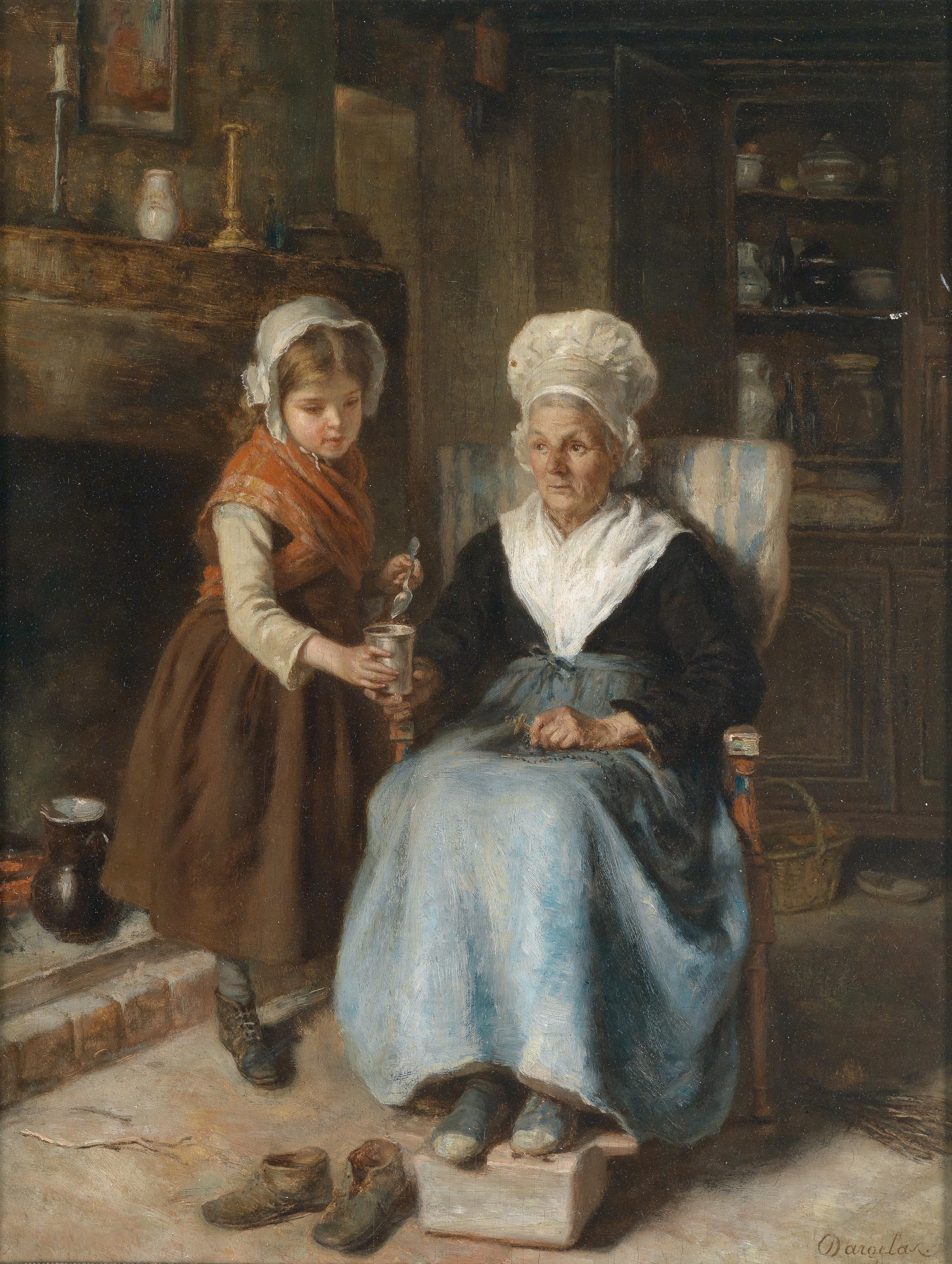
Dalla nonna
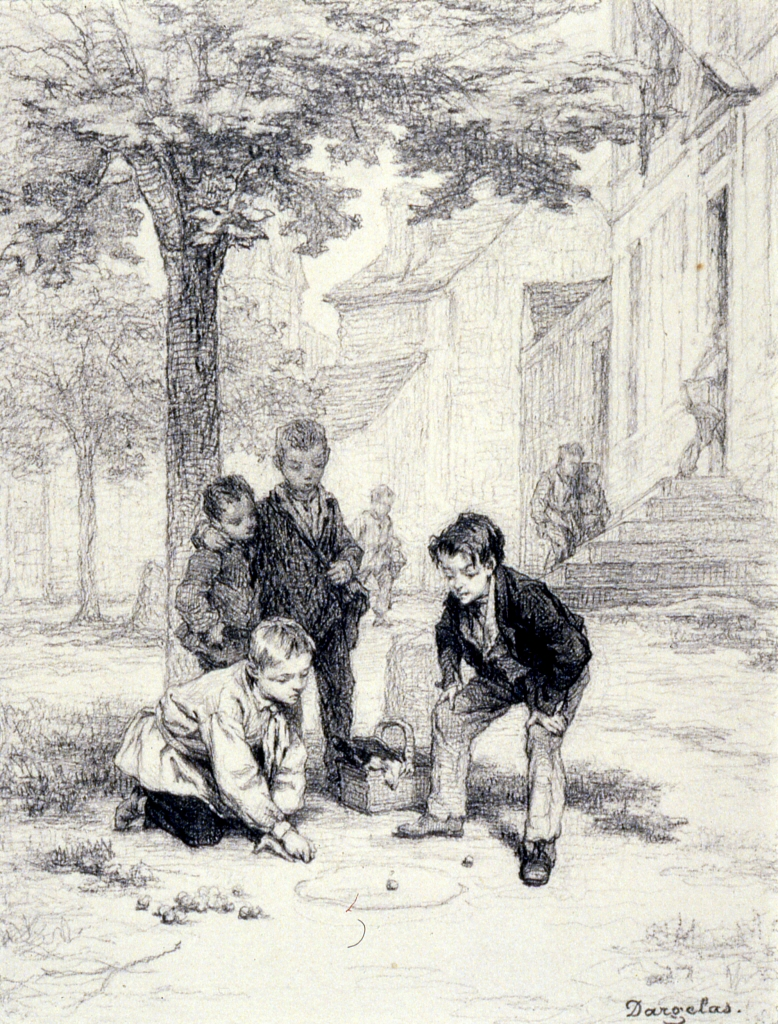
Le biglie
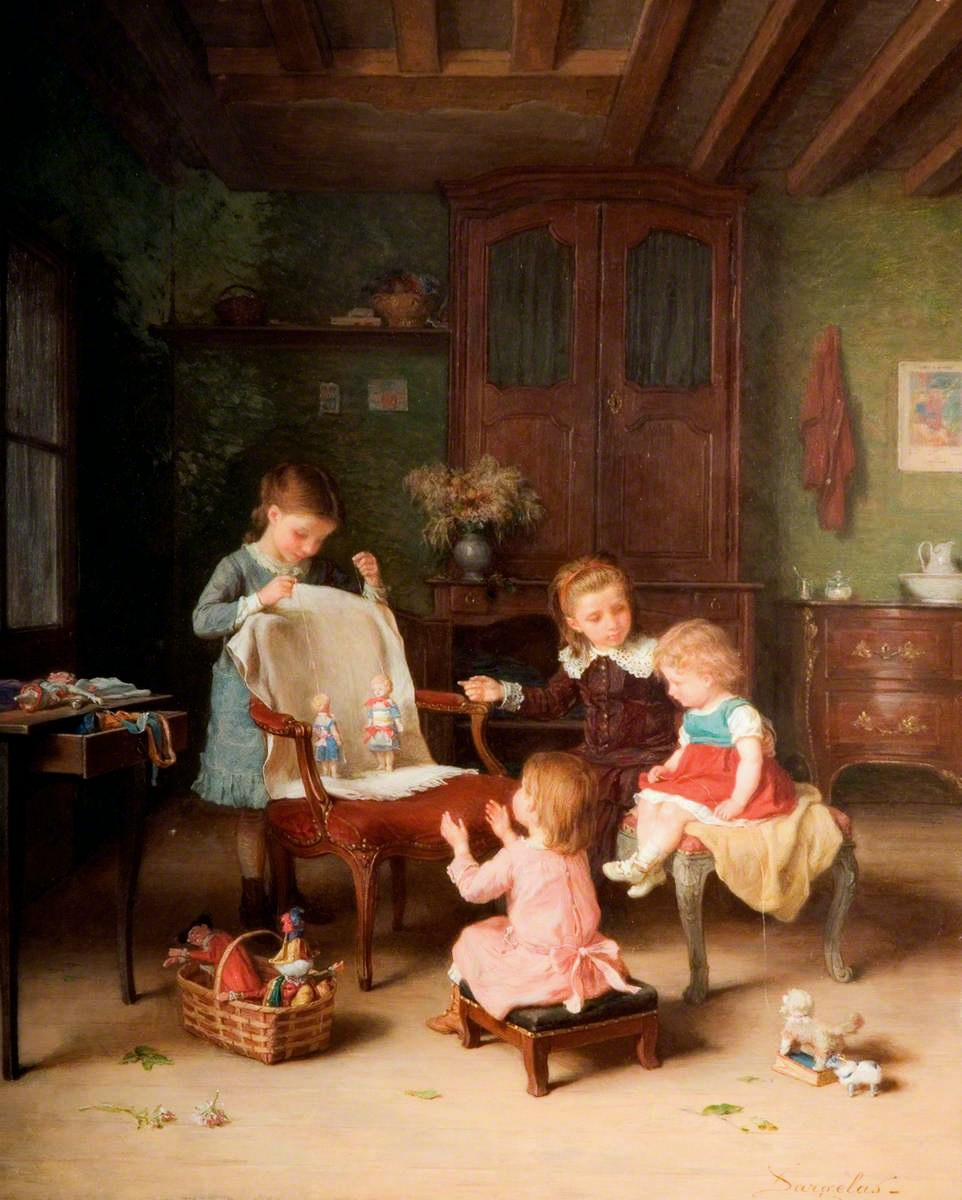
Famiglia felice
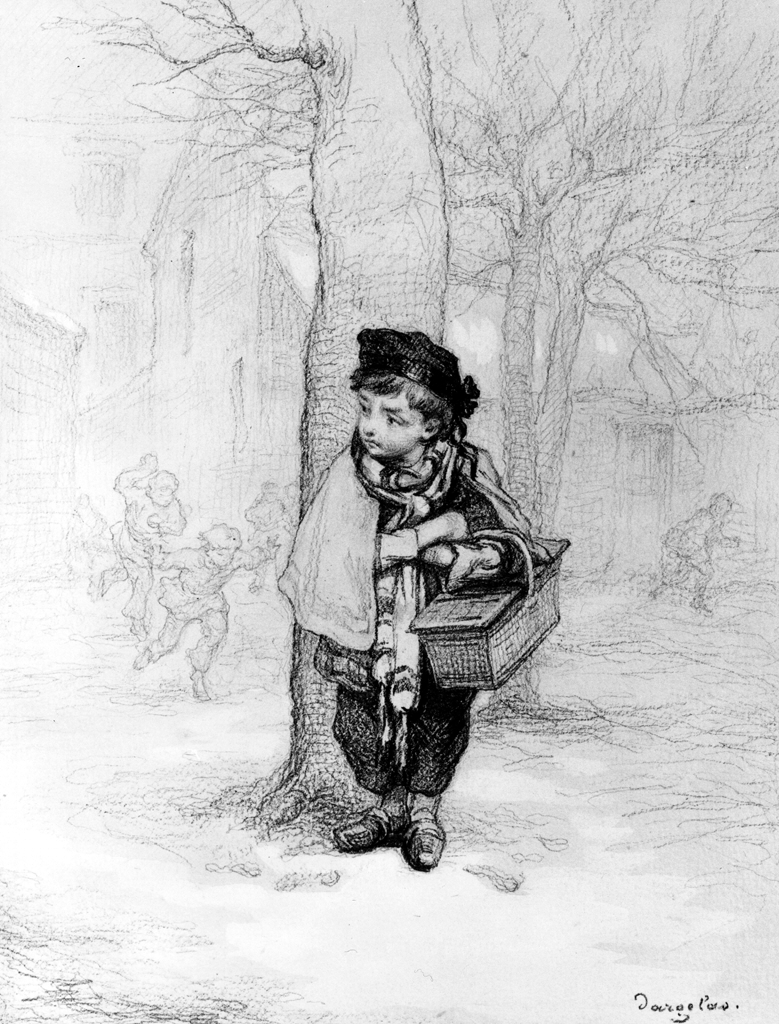
Scolaretto
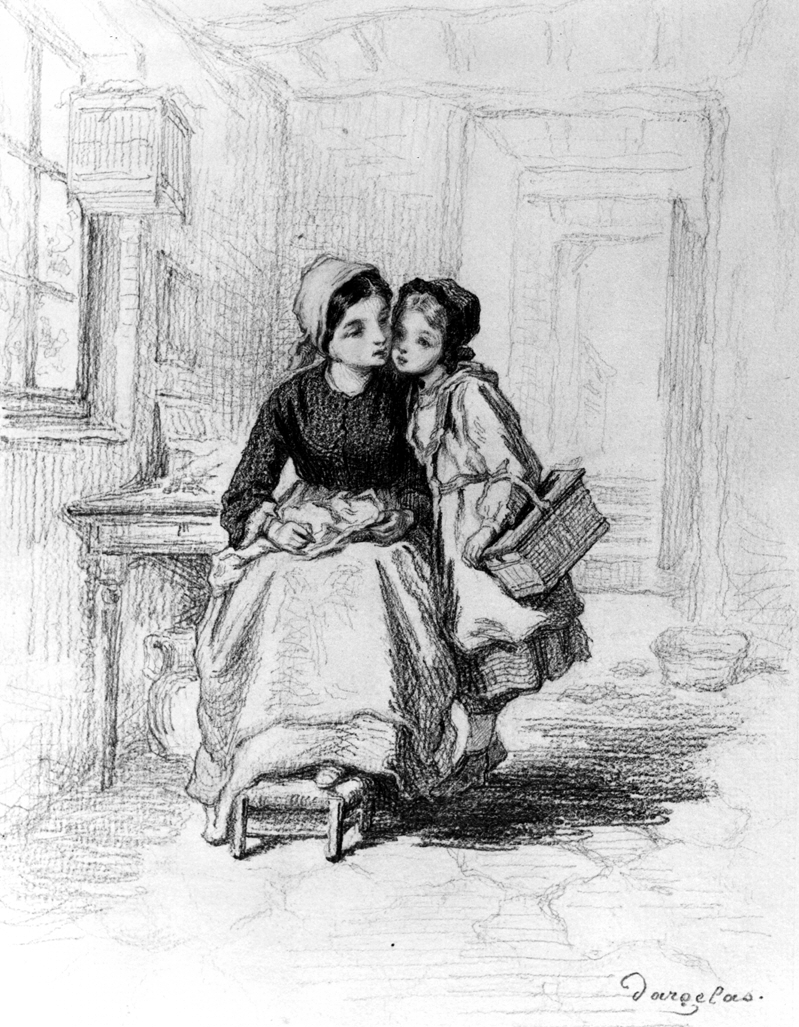
Madre e figlia
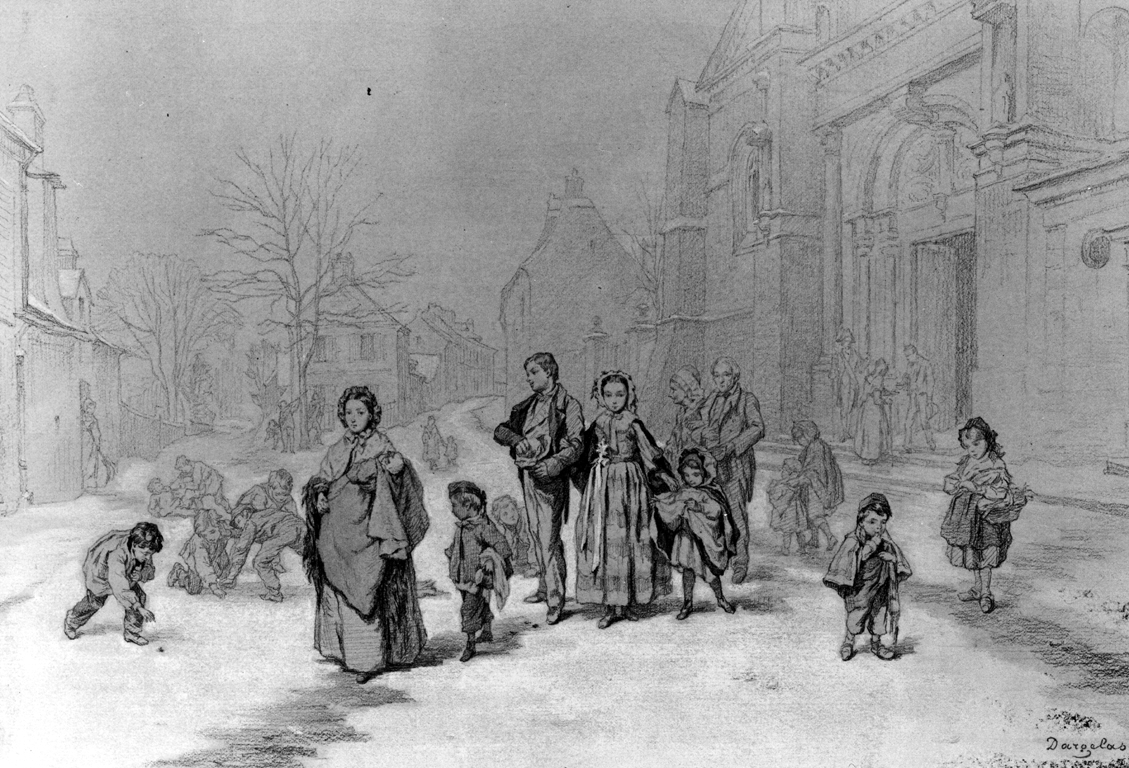
Uscendo dalla Messa d'inverno
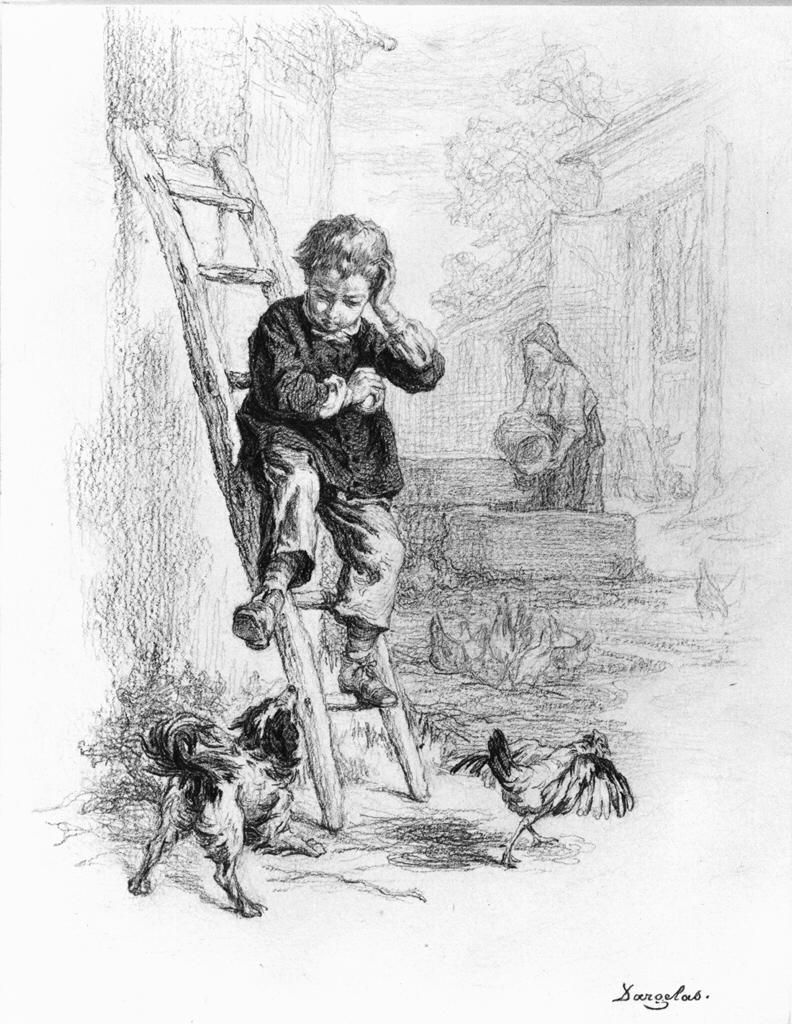
Bambino che scaccia un cane